# 离睾带形吸虫
离睾带形吸虫（学名：Corrigia separatiorchis）为双腔科带形属的动物。分布于俄罗斯以及中国大陆的福州等地，营寄生生活，终末宿主董鸡，寄生于肝脏、胆管以及小肠。